# Ixorida albomaculata
Ixorida albomaculata är en skalbaggsart som beskrevs av Moser 1917. Ixorida albomaculata ingår i släktet Ixorida och familjen Cetoniidae. Utöver nominatformen finns också underarten I. a. mindanaoana.